# Giovanna Gonzaga
Giovanna Gonzaga (Castiglione, 12 agosto 1612 – Castiglione, 3 luglio 1688) è stata una nobildonna italiana, nipote di San Luigi.

## Biografia
Era figlia di Francesco Gonzaga, terzo marchese di Castiglione, e di Bibiana von Pernstein.
Grazie alla mediazione dell'imperatrice Eleonora Gonzaga, Giovanna sposò in prime nozze nel 1626 a Praga il nobile boemo Georg Adam von Martinitz (1602-1651). A causa di un adulterio di Giovanna, per placare lo scandalo, nel 1637 abbandonò il marito e si ritirò nella terra natìa di Castiglione, entrando inizialmente nel monastero delle Vergini di Gesù, accolta dalla fondatrice Gridonia Gonzaga.
In seconde nozze nel 1655 sposò a Milano Diego Zapata de Mendoza y Sidonia (1613-1674), Gran Cancelliere del Ducato di Milano. Mentre dimorava a Milano, in segno di pietà e devozione verso lo zio San Luigi, fece importanti donazioni di arredi alla chiesa della Madonna del Sasso.
Morì senza discendenza nel 1688.

## Ascendenza
|                                  |                          |                                   | Genitori                       |  |  | Nonni |  |  | Bisnonni        |  |  | Trisnonni       |  |
|                                  |                          |                                   |                                |  |  |       |  |  | Aloisio Gonzaga |  |  | Rodolfo Gonzaga |  |
|                                  |                          |                                   |                                |  |  |       |  |  | Aloisio Gonzaga |  |  | Rodolfo Gonzaga |  |
|                                  |                          | Caterina Pico                     |                                |  |  |       |  |  | Aloisio Gonzaga |  |  |                 |  |
| Ferrante Gonzaga                 |                          |                                   |                                |  |  |       |  |  | Aloisio Gonzaga |  |  |                 |  |
|                                  |                          | Caterina Anguissola               | Gian Giacomo Anguissola        |  |  |       |  |  |                 |  |  |                 |  |
|                                  |                          | Caterina Anguissola               | Gian Giacomo Anguissola        |  |  |       |  |  |                 |  |  |                 |  |
|                                  |                          | Caterina Anguissola               | Angela Radini Tedeschi         |  |  |       |  |  |                 |  |  |                 |  |
| Francesco Gonzaga                |                          | Caterina Anguissola               |                                |  |  |       |  |  |                 |  |  |                 |  |
|                                  |                          | Baldassarre Tana                  | …                              |  |  |       |  |  |                 |  |  |                 |  |
|                                  |                          | Baldassarre Tana                  | …                              |  |  |       |  |  |                 |  |  |                 |  |
|                                  |                          | Baldassarre Tana                  | …                              |  |  |       |  |  |                 |  |  |                 |  |
| Marta Tana                       |                          | Baldassarre Tana                  |                                |  |  |       |  |  |                 |  |  |                 |  |
|                                  |                          | Anna Della Rovere                 | …                              |  |  |       |  |  |                 |  |  |                 |  |
|                                  |                          | Anna Della Rovere                 | …                              |  |  |       |  |  |                 |  |  |                 |  |
|                                  |                          | Anna Della Rovere                 | …                              |  |  |       |  |  |                 |  |  |                 |  |
| Luigi Gonzaga                    |                          | Anna Della Rovere                 |                                |  |  |       |  |  |                 |  |  |                 |  |
|                                  | Giovanni IV di Pernstein | Guglielmo II di Pernstein         |                                |  |  |       |  |  |                 |  |  |                 |  |
|                                  | Giovanni IV di Pernstein | Guglielmo II di Pernstein         |                                |  |  |       |  |  |                 |  |  |                 |  |
|                                  | Giovanni IV di Pernstein | Johanka di Liblice                |                                |  |  |       |  |  |                 |  |  |                 |  |
| Vratislav von Pernstein          | Giovanni IV di Pernstein |                                   |                                |  |  |       |  |  |                 |  |  |                 |  |
|                                  |                          | Hedwig von Schellenberg           | …                              |  |  |       |  |  |                 |  |  |                 |  |
|                                  |                          | Hedwig von Schellenberg           | …                              |  |  |       |  |  |                 |  |  |                 |  |
|                                  |                          | Hedwig von Schellenberg           | …                              |  |  |       |  |  |                 |  |  |                 |  |
| Bibiana von Pernstein            |                          | Hedwig von Schellenberg           |                                |  |  |       |  |  |                 |  |  |                 |  |
|                                  |                          | García Manrique de Lara y Mendoza | …                              |  |  |       |  |  |                 |  |  |                 |  |
|                                  |                          | García Manrique de Lara y Mendoza | …                              |  |  |       |  |  |                 |  |  |                 |  |
|                                  |                          | García Manrique de Lara y Mendoza | …                              |  |  |       |  |  |                 |  |  |                 |  |
| Maria Manrique de Lara y Mendoza |                          | García Manrique de Lara y Mendoza |                                |  |  |       |  |  |                 |  |  |                 |  |
|                                  |                          | Isabel de Briceño y Arévalo       | Cristóbal de Briceño y Arévalo |  |  |       |  |  |                 |  |  |                 |  |
|                                  |                          | Isabel de Briceño y Arévalo       | Cristóbal de Briceño y Arévalo |  |  |       |  |  |                 |  |  |                 |  |
|                                  |                          | Isabel de Briceño y Arévalo       | Isabel della Caprona           |  |  |       |  |  |                 |  |  |                 |  |
|                                  |                          | Isabel de Briceño y Arévalo       |                                |  |  |       |  |  |                 |  |  |                 |  |